# Step (film fra 1977)
 For alternative betydninger, se Step (flertydig). (Se også artikler, som begynder med Step)
Step (russisk: Степь) er en sovjetisk spillefilm fra 1977 af Sergej Bondartjuk.

## Medvirkende
- Oleg Kuznetsov som Jegorusjka
- Vladimir Sedov som Kuzmitjov
- Nikolaj Trofimov som Khristofor
- Sergej Bondartjuk som Jemeljan
- Ivan Lapikov som Pantelej